# Ficinia ecklonea
Ficinia ecklonea là loài thực vật có hoa trong họ Cói. Loài này được (Steud.) Nees mô tả khoa học đầu tiên năm 1834.